# Cemocotyle carangis
Cemocotyle carangis är en plattmaskart. Cemocotyle carangis ingår i släktet Cemocotyle och familjen Cemocotylidae. Inga underarter finns listade i Catalogue of Life.